# アリアニコ・デル・ヴルトゥレ

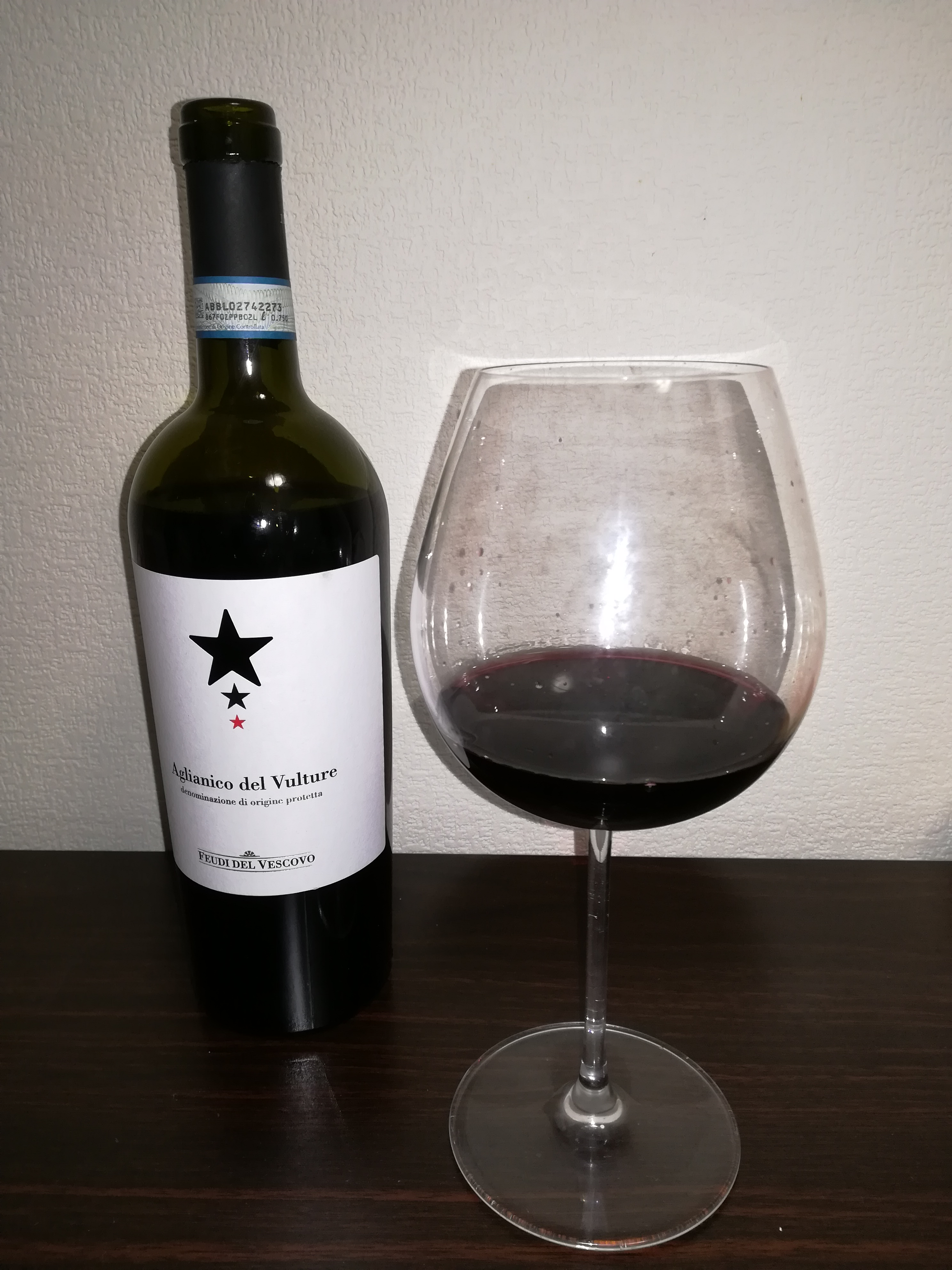
アリアニコ・デル・ヴルトゥレの例

アリアニコ・デル・ヴルトゥレ（イタリア語: Aglianico del Vulture）は、イタリア・バジリカータ州のワイン。

## 概要
生産量は少ないが、アリアニコ種を用いた赤ワインで強い個性を持っていることで知られる。
バジリカータ州のモンテ・ヴルトゥレ周辺で採れるアリアニコ種のみを使って作られるワイン。アロマにはブラックベリー、甘草、スモークが感じられるとされる。
バジリカータ州は古代ギリシア時代からブドウ栽培が行われていた土地であるが、海沿いの土地を除いては開発の遅れた地域となっており、ワインについてもアリアニコ・デル・ヴルトゥレが知られるのみとなっている。
2010年にDOCGに認定。地域はバジリカータ州ポテンツァ県リオネーロ・イン・ヴルトゥレを中心とする市町村となっている。